# Two Hearts Beat as One
"Two Hearts Beat as One" is een nummer van de Ierse band U2. Het nummer werd samen met de nummers "Endless Deep" en "New Year's Day" uitgebracht als single in maart 1983. Het nummer is afkomstig van het album War (1983).
Het nummer werd voor het eerst ten gehore gebracht tijdens het openingsconcert van de War Tour, op 26 februari 1983 in Dundee. De eerste keer dat U2 het nummer in Japan speelde, op 22 november 1983, voegde Bono stukjes tekst van Marvin Gaye's Sexual Healing in het nummer.
François Kevorkian heeft diverse dance-remixen gemaakt van Two Hearts Beat as One. The Royal Philharmonic Orchestra coverde het nummer voor hun cd "Pride: The RPO Plays U2".
Bono · The Edge · Adam Clayton · Larry Mullen jr.